# 대구 파계사 왕실 원당 관련 고문서 일괄
대구 파계사 왕실 원당 관련 고문서 일괄(大邱 把溪寺 王室 願堂 關聯 古文書 一括)은 대한민국 대구광역시 동구 중대동 파계사에 있는 조선시대의 고문서이다. 2015년 5월 11일 대구광역시의 유형문화재 제74호로 지정되었다.

## 개요
이 고문서들 중 1712년 ‘완문(完文)’은 종친부(宗親府)에서 왕자군(王子君)의 원당(願堂)을 수호하고자 파계사에 내린 문서이다. ‘원당시초영건기(願堂始初營建記)’는 파계사에 원당을 설립하게 된 경위를 1727년 당시의 우의정인 이의현(李宜顯)이 기록한 것이고, ‘어의궁완문(於義宮完文)’은 1732년 파계사를 어의궁(於義宮)에 소속시킨다는 것으로, 6조목(條目)을 같이 적고 있다. ‘예조절목(禮曹節目)’은 어의궁 소속 사찰이며 정성왕후(貞聖王后) 서씨의 원당인 파계사를 수호하고자 예조에서 1843년 절목 8조를 정하여 다시 작성한 것이다. 파계사가 왕실의 원당 사찰이었다는 점에서, 원당 관련 고문서 10종 10점은 조선 왕실의 원당과 관련이 있는 매우 중요한 자료들이다.

## 세부 지정내역
| 지정번호 | 명칭                                                            | 재료   | 구조·형식·형태                | 규격         | 수량      | 기타특징          |
| -------- | --------------------------------------------------------------- | ------ | ----------------------------- | ------------ | --------- | ----------------- |
| 74-1     | 경상도대구팔공산파계사원당사적 (慶尙道大丘八公山把溪寺願堂事蹟) | 지(紙) | 필사본(筆寫本) 절첩장(折帖裝) | 47.7×23.5cm  | 1첩(14절) | 제작연대:1806년   |
| 74-2     | 어의궁완문 (於義宮完文)                                         | 지(紙) | 필사본(筆寫本) 주본(周本)     | 47.1×253.3cm | 1축       | 제작연대:1732년   |
| 74-3     | 완문 (完文)                                                     | 지(紙) | 필사본(筆寫本) 절첩장(折帖裝) | 48.6×25.2cm  | 1첩(12절) | 제작연대:1763년   |
| 74-4     | 예조절목 (禮曹節目)                                             | 지(紙) | 필사본(筆寫本) 선장(線裝)     | 36.8×25.5cm  | 1책(4장)  | 제작연대:1843년   |
| 74-5     | 완문 (完文)                                                     | 지(紙) | 필사본(筆寫本) 첩장(帖裝)     | 48.6×25.0cm  | 1첩(12절) | 제작연대:1712년   |
| 74-6     | 완문 (完文)                                                     | 지(紙) | 필사본(筆寫本) 선장(線裝)     | 35.0×36.0cm  | 1책(6장)  | 제작연대:1851년   |
| 74-7     | 파계사영건시임사록 (把溪寺營建時任司錄)                         | 지(紙) | 탁본(拓本) 절첩장(折帖裝)     | 38.5×16.6cm  | 1첩(3장)  | 제작연대:조선후기 |
| 74-8     | 천이신지이화[어필] (天以神地以火)[御筆]                         | 지(紙) | 탁본(拓本) 절첩장(折帖裝)     | 32.0×13.5cm  | 1첩(4절)  | 제작연대:조선후기 |
| 74-9     | 어실봉안제차 (御室奉安第次)                                     | 지(紙) | 탁본(拓本) 절첩장(折帖裝)     | 38.5×18.9cm  | 1첩(6절)  | 제작연대:조선후기 |
| 74-10    | 원당시초영건기 (願堂始初營建記)                                 | 지(紙) | 탁본(拓本) 절첩장(折帖裝)     | 40.8×20.6cm  | 1첩(8절)  | 제작연대:1727년   |

## 참고 자료
- 대구 파계사 왕실 원당 관련 고문서 일괄 - 국가유산청 국가유산포털